# Sageraea thwaitesii
Sageraea thwaitesii Hook.f. & Thomson – gatunek rośliny z rodziny flaszowcowatych (Annonaceae). Występuje w południowo-zachodnich Indiach i na Cejlonie

## Morfologia
PokrójZimozielone drzewo dorastające do 20 m wysokości.
LiścieMają podłużny kształt. Mierzą 25–35 cm długości oraz 7–8 cm szerokości. Nasada liścia jest zaokrąglona. Blaszka liściowa jest o krótko spiczastym wierzchołku. Ogonek liściowy jest nagi i dorasta do 8–9 mm długości.
KwiatySą zebrane w pęczki, rozwijają się w kątach pędów. Działki kielicha są zrośnięte u podstawy i dorastają do 2–3 mm długości. Płatki mają okrągły kształt i osiągają do 15 mm długości. Kwiaty mają 12 pręcików i 3–5 owłosionych owocolistków o podłużnym kształcie.

## Biologia i ekologia
Rośnie w wiecznie zielonych lasach. Kwitnie od listopada do grudnia.